# Pavelh Ndzila
Pavelh Ndzila  (12 de janeiro de 1995) é um futebolista profissional congolês que atua como goleiro.

## Carreira
Pavelh Ndzila representou o elenco da Seleção Congolesa de Futebol no Campeonato Africano das Nações de 2015.